# Jever
Jever is een stad in de Duitse deelstaat Nedersaksen. Het is de Kreisstadt van de Landkreis Friesland. De stad telt 14.562 inwoners.

## Geografie
Jever ligt in het oostelijke deel van het schiereiland Oost-Friesland. Met de directe omgeving wordt het aangeduid als het Jeverland. In het noorden grenst de stad aan de gemeente Wangerland, in het oosten aan de stad Schortens en in het westen aan de stad Wittmund in het Landkreis Wittmund.
Tot de stad (gemeente) Jever behoren naast de stad Jever ook de dorpen (Ortsteile):
- Moorwarfen, 2 km ten oosten van Jever
- Rahrdum, 3 à 4 km ten zuiden van Jever
- Cleverns en Sandel (beide met monumentale  middeleeuwse kerkjes), respectievelijk 4 en 6 km ten zuidwesten van Jever
- Sandelermöns, direct ten ten zuiden van Sandel.

## Economie
De stad is bekend van het Pilsener bier Jever van de brouwerij Friesisches Brauhaus. Het bier wordt veel in Oost-Friesland gedronken en ook naar diverse landen geëxporteerd. Een belangrijke werkgeefster is ook een fabriek van biologisch afbreekbare verf. 
Daarnaast zijn er op de diverse bedrijventerreinen van de gemeente veel kleinere handelsfirma's en ambachtelijke bedrijven gevestigd, van in het algemeen niet meer dan plaatselijk of regionaal belang. Ook is de dienstensector (onder andere het bestuur van de Kreis en diverse commerciële dienstverlenende bedrijven) van economisch belang.

## Verkeer
De stad heeft sinds 1871 een treinstation, Station Jever aan het deeltraject Spoorlijn Sande - Jever van de Ostfriesische Küstenbahn. Er stoppen alleen stoptreinen van en naar Sande bij Wilhelmshaven, en Esens (en uiteraard ook van en naar de tussenliggende stations).
Per auto is Jever te bereiken via de Autobahn A29, afrit 5 bij Wilhelmshaven, en vandaar circa 10 km noordwestwaarts over de Bundesstraße 210 via Schortens. Rijdt men 5 km verder westwaarts over deze Bundesstraße, dan bereikt men Wittmund.

## Geschiedenis
In de 10e en 11e eeuw had Jever een belangrijke zeehaven. Rond 1400 was Jever mogelijk enige tijd een handelssteunpunt voor de zeerovers van Klaus Störtebeker, de Likedeelers. Hoewel de haven in de loop der tijd verzandde, bleef de stad een handelsplaats van belang. Van 1546 tot eind 18e eeuw fungeerde Hooksiel als voorhaven voor Jever.
Het gebied was in de late middeleeuwen toneel van talrijke twisten tussen gebiedjes van Friese hoofdelingen, zoals Östringen. Ook waren er enige eeuwen daarvoor periodes waarin Deense vikingkrijgsheren en Welfische en Saksische heersers er de macht hadden.
Jever was vanaf eind 15e eeuw een heerlijkheid binnen het Heilige Roomse Rijk. De heerlijkheid Jever, nu in Nedersaksen, was niet bij een kreits ingedeeld. Vrouwe Maria van Jever verleende Jever stadsrechten in 1536. Vanaf 1669 behoorden stad en heerlijkheid Jever bij het Vorstendom Anhalt-Zerbst. In 1793 erfde de Russische keizerin Catharina de Grote Jever. 
Napoleon veroverde het gebied in 1807 en bij de Vrede van Tilsit moest Rusland het gebied afstaan, waarna het gebied bij het koninkrijk Holland werd gevoegd als deel van het departement Oost-Friesland. Lodewijk Napoleon benoemde de Frans-Nederlandse generaal Étienne Jacques Travers tot baron van Jever. In 1810 werd het koninkrijk Holland, en dus ook Jever, bij het keizerrijk Frankrijk gevoegd.
In 1813 werd het gebied bezet door geallieerde troepen, waarna het Russische bestuur werd hersteld. In 1818 stond Rusland de heerlijkheid af aan het groothertogdom Oldenburg. Jever bleef daarbij in bezit van dezelfde dynastie, want zowel in Rusland als in Oldenburg regeerde het huis Holstein-Gottorp.
Het nationaalsocialisme had al vanaf 1920 invloed in Jever, deels omdat een belangrijke leraar aan het gymnasium een zeer actief nazi-propagandist was. Het kreeg om die reden in 1931 een propagandabezoek van Adolf Hitler en in 1932 van Joseph Goebbels. De nazi-partij NSDAP kreeg bij de verkiezingen van 1932 ruim 60% van de stemmen. 
De stad bleef onbeschadigd in de Tweede Wereldoorlog. In 1972 werd de gemeente Cleverns-Sandel met de dorpen Cleverns en Sandel bij Jever gevoegd. In 2011 vierde Jever 475 Jahre – Stadt Jever, het 475-jarig jubileum van het jaar (1536) waarin Jever stadsrechten verkreeg.

## Bouwwerken
- Het kasteel (gebouwd in de 14e eeuw, gerenoveerd in de 17e eeuw) herbergt een streekmuseum met een rijke cultuurhistorische collectie.
- Net als in veel Nederlandse steden lopen er grachten (Graften) door de stad.
- In de stad staat nog een uit 1610 daterend kerkje, de St.-Annenkapelle (in gebruik bij evangelisch-lutherse uitvaartdiensten).
- De in 1964 gebouwde evangelisch-lutherse Stadtkirche wordt vanwege haar architectuur als monumentaal beschouwd. De kerk staat op de plaats van de in 1959 door brand verwoeste Oude Stadskerk. De apsis hiervan, die het 16e-eeuwse grafmonument voor Edo Wiemken de jongere bevat, bleef bij de brand gespaard en is in de nieuwe kerk ingebouwd.
- De stad bezit nog enige monumentale 18e- en 19e- eeuwse woonhuizen.
- Er staat een monumentaal standbeeld van Maria van Jever, dicht bij het kasteel.
- De brouwerij van het Jever Pils heeft een brouwerijmuseum.
- De Schlachtmühle is een achtkante bovenkruier op een stenen onderbouw, die qua uiterlijk zeer veel gelijkenis vertoont met de Wijhese Molen te Wijhe.

## Media
In de stad Jever en de omliggende landkreis Friesland verschijnt het dagblad Jeversches Wochenblatt met als ondertitel Friesisches Tagesblatt. Het dagblad is onderdeel van de Wilhelmshavener Zeitungsgruppe en plaatst ook artikelen van de zusterdagbladen Anzeiger für Harlingerland en de Wilhelmshavener Zeitung. De landelijke en internationale artikelen worden betrokken bij de Nordwest Zeitung uit Oldenburg.

## Partnersteden
- Cullera (Spanje)
- Zerbst (Duitsland)

## Bekende inwoners

### Geboren
- Maria van Jever (1500-1575), regentes van Jeverland
- Georg Heinrich Bernhard Jürgens (1771), botanicus en burgemeester van Jever
- Friedrich Christoph Schlosser (1776-1861), historicus
- Karl Martin (1851), geoloog
- Friedrich Knigge (1900-1947), Nazi-psychiater
- Fritz Levy (1901-1982), de "laatste Jood van Jever", onderwerp van een roman en documentairefilm
- Wiebke Eden (1968), romanschrijfster
- Jörn Knebel (1969), acteur

### Andere bekende inwoners
- Joachim Kayser (gestorven 1720), orgelbouwer
- Maria Clementine Martin (1775-1843), non en uitvinder van Klosterfrau Melissengeist
- Johann Heinrich von Thünen (1783-1850), econoom
- Eilhard Mitscherlich (1793-1863), scheikundige en mineraloog
- Carl Stiehl (1826-1911), muziekpedagoog en componist
- Karl Jaspers (1883-1969), psychiater
- Georg von der Vring (1889-1968), schrijver en kunstschilder
- Therese von der Vring (1894-1927), kunstschilder
- Kurt Dossin (1913-2004), handballer

## Afbeeldingen

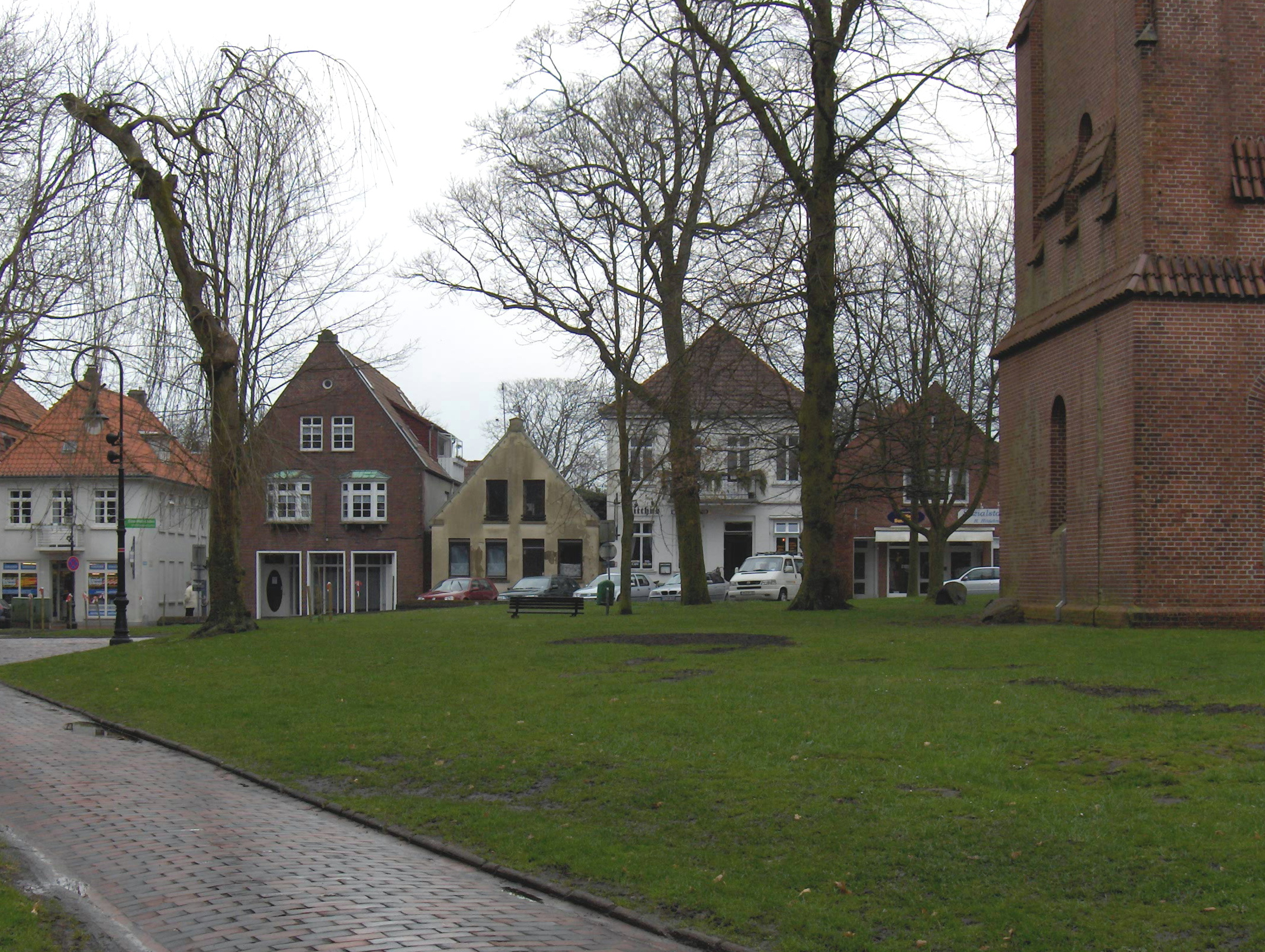
Het oude centrum
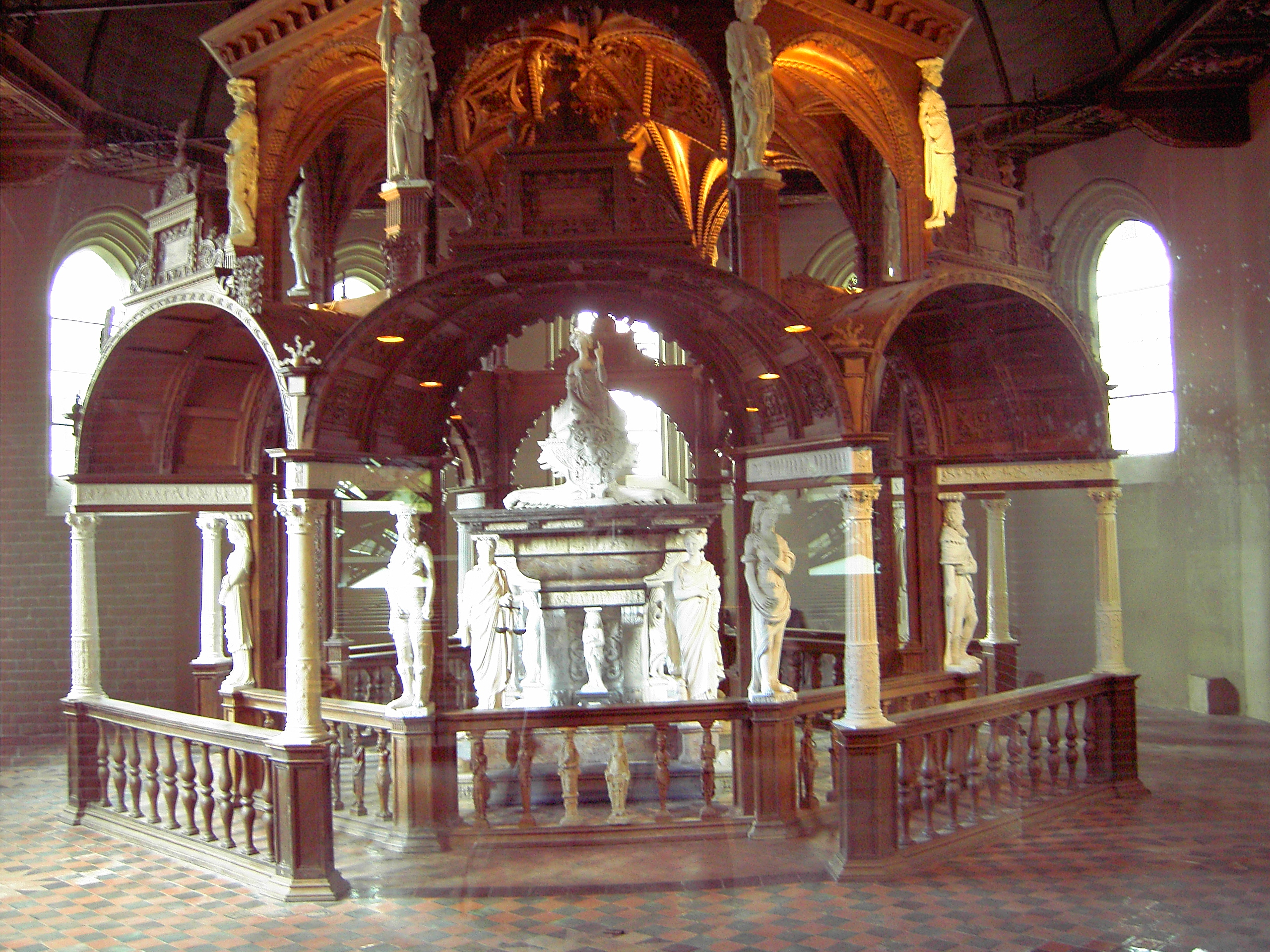
Edo Wiemken-monument in de apsis van de Nieuwe Stadskerk (1564)
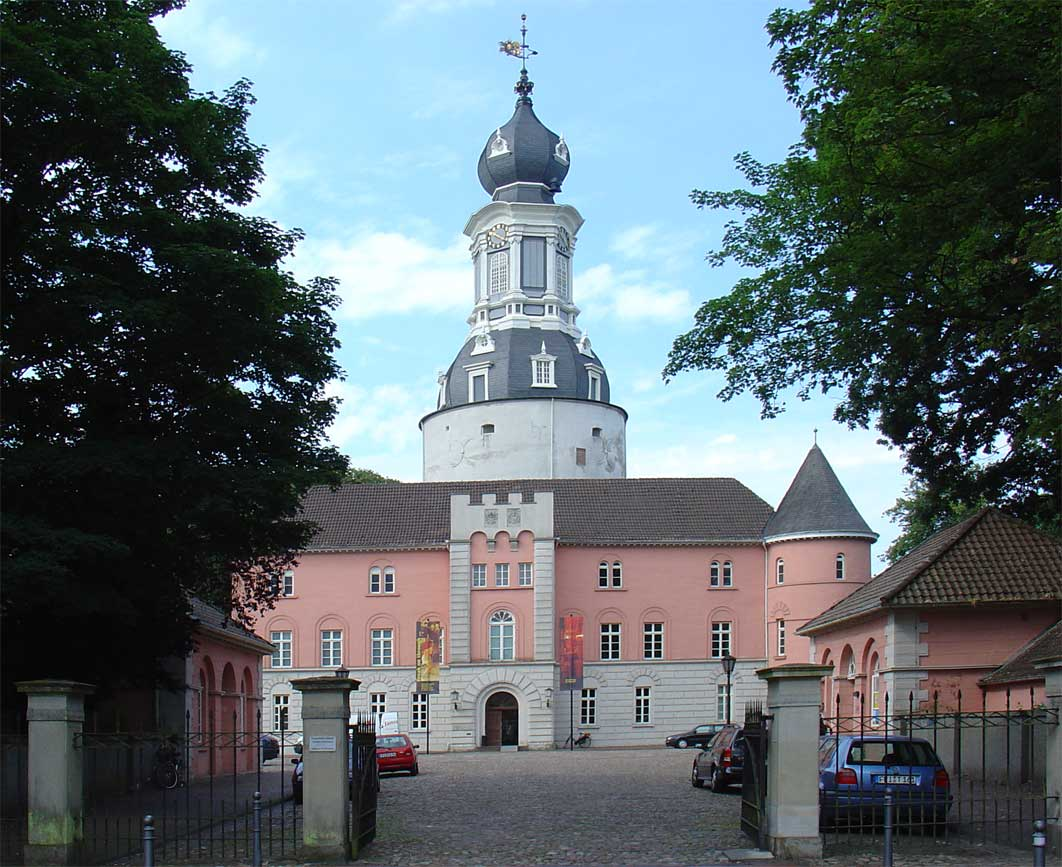
Het Kasteel van Jever
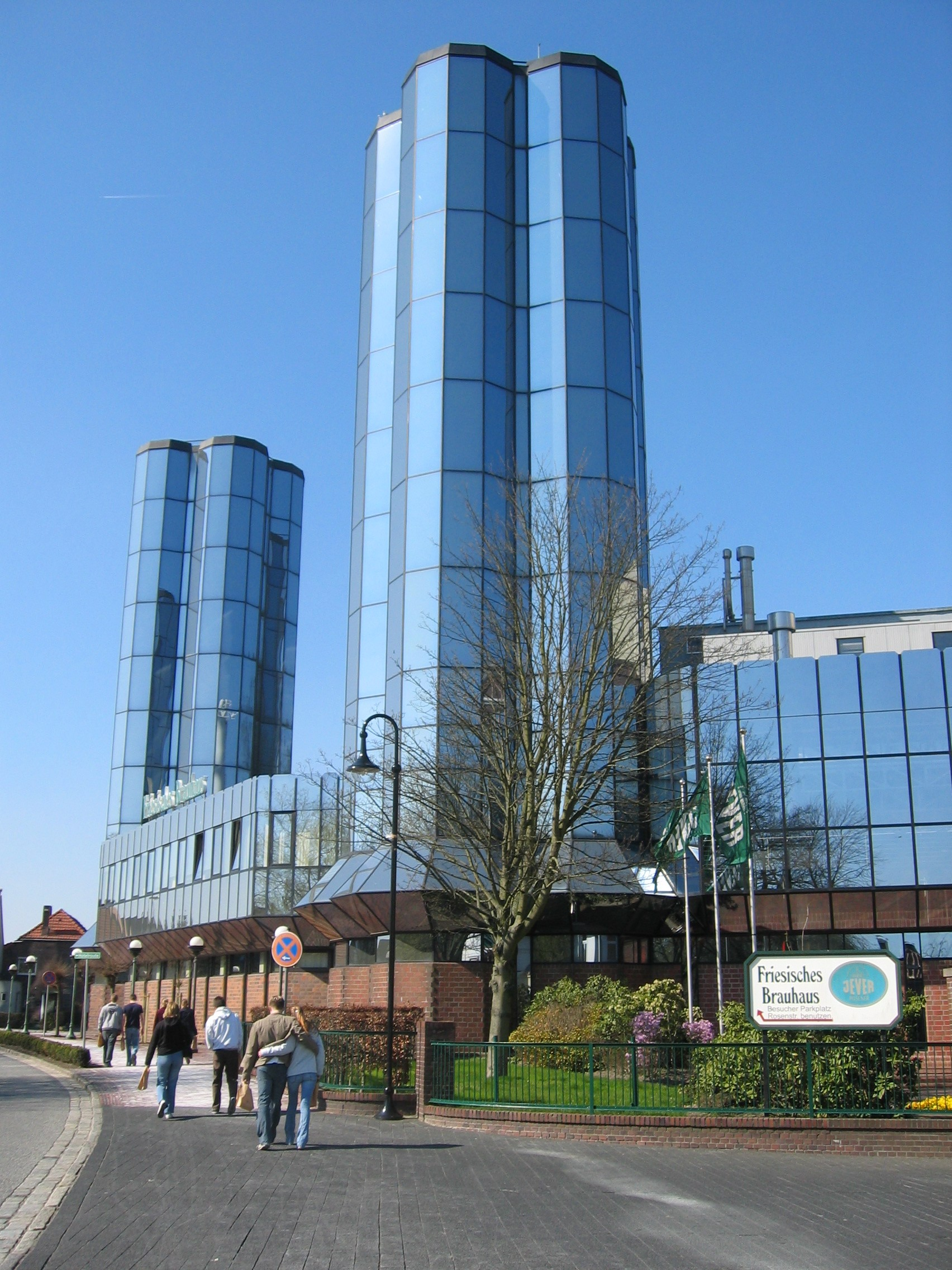
Het Friesische Brauhaus, waar het Jever-bier wordt gebrouwen
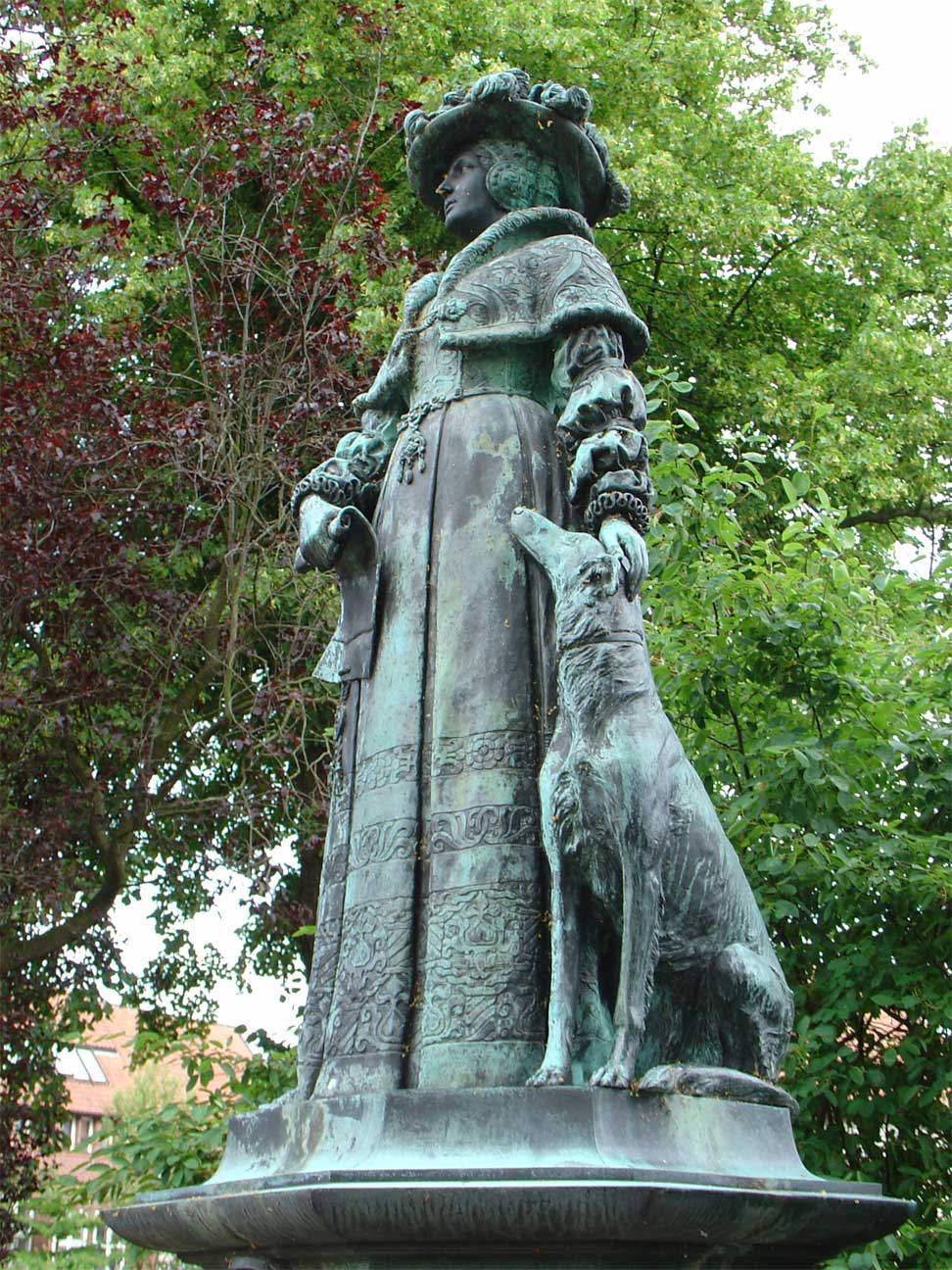
Standbeeld van Maria von Jever (1500-1575)